# Aristolochia hilariana
Aristolochia hilariana är en piprankeväxtart som beskrevs av Pierre Étienne Simon Duchartre. Aristolochia hilariana ingår i släktet piprankor, och familjen piprankeväxter. Inga underarter finns listade i Catalogue of Life.